# Bede Ferenc
Bede Ferenc (Szolnok, 1965. október 16. –) magyar nemzetközi labdarúgó-játékvezető. Egyéb foglalkozása elektrotechnikai műszerész.

## Pályafutása

### Labdarúgóként
Tízévesen a Központi Sport- és Ifjúsági Egyesületben (KSI) kezdte labdarúgó-pályafutását. Négy év múlva a Budapesti Közlekedési Vállalat (BKV), a BKV Előre SC ifjúsági csapatában játszott. Játékos képességeit az NB III-ig mutathatta meg. Sikeresnek indult labdarúgó pályafutását térdsérülés miatt, idő előtt befejezte. Az aktív labdarúgást 1989-ben végérvényesen befejezte.

### Nemzeti játékvezetés
A játékvezetői vizsgát, 1985-ben a Budapesti Labdarúgó-szövetség (BLSZ) XIV. kerületi Játékvezető Bizottsága (JB) előtt tett. A XIV. kerületi LSZ által üzemeltetett labdarúgó bajnokságokban kezdte sportszolgálatát. A BLSZ JB javaslatára NB III-as, egyben országos utánpótlás bíró. A Magyar Labdarúgó-szövetség MLSZ JB minősítésével 1992-ben NB II-es, 1993-tól az NB I-es játékvezető. 2008-ban beállította Puhl Sándor 225 NB I-es mérkőzés vezetési csúcsát. Az aktív nemzetközi játékvezetéstől 2010-ben a FIFA JB 45 éves korhatárát elérve búcsúzott. NB I-es mérkőzéseinek száma: 270. Mérkőzésvezetési csúcsát Szabó Zsolt 2014. szeptember 20-án beállította, majd jelentősen megdöntötte.
| Időpont             | Helyszín                     | Mérkőzés típusa          | Mérkőzés                      | Eredmény |      |
| ------------------- | ---------------------------- | ------------------------ | ----------------------------- | -------- | ---- |
| 1993. augusztus 29. | Szőnyi úti Stadion, Budapest | első NB I-es mérkőzése   | Budapesti VSC–Debreceni VSC   | 1 – 2    | 2000 |
| 2008. május 3.      | Fehérvári úti stadion, Paks  | 225. NB I-es mérkőzése   | Paksi FC–Győri ETO FC         | 2 – 1    | 2500 |
| 2010. november 27.  | KSC Stadion, Kecskemét       | utolsó NB I-es mérkőzése | Kecskeméti TE–MTK Budapest FC | 3 – 0    | 1300 |

#### Nemzeti kupamérkőzések
Vezetett kupadöntők száma: 6.

##### Szabad Föld-kupa
1964 óta a falusi labdarúgók kupadöntőjét, a Szabad Föld-kupa döntőjét rendszeresen a Magyar Népköztársasági Kupa döntő előmérkőzéseként bonyolították le. A döntőben való részvételre az az alsóbb osztályú együttes jogosult, amelyik a legmesszebb jutott a Magyar Népköztársasági Kupában.
| Időpont          | Helyszín                    | Mérkőzés típusa | Mérkőzés                  | Asszisztensek            | Eredmény | Nézők száma |
| ---------------- | --------------------------- | --------------- | ------------------------- | ------------------------ | -------- | ----------- |
| 2001. június 13. | Üllői úti Stadion, Budapest | döntő           | Gyirmót SE–Nyékládháza SE | Ring János/Tompos Zoltán | 3 – 1    | 1000        |

##### Magyar labdarúgókupa
| Időpont        | Helyszín                        | Mérkőzés típusa | Mérkőzés                         | Eredmény | Nézők száma |
| -------------- | ------------------------------- | --------------- | -------------------------------- | -------- | ----------- |
| 2007. május 9. | Szusza Ferenc Stadion, Budapest | döntő           | Debreceni VSC–Budapest Honvéd FC | 2 – 2    | 6880        |

##### Magyar labdarúgó-szuperkupa
| Időpont          | Helyszín                           | Mérkőzés típusa   | Mérkőzés                   | Eredmény |      |
| ---------------- | ---------------------------------- | ----------------- | -------------------------- | -------- | ---- |
| 2005. július 20. | Oláh Gábor utcai stadion, Debrecen | döntő 2. mérkőzés | Debreceni VSC–FC Sopron    | 3 – 0    | 6000 |
| 2006. július 17. | Sóstói Stadion, Székesfehérvár     | döntő 1. mérkőzés | FC Fehérvár– Debreceni VSC | 0 – 1    | 3000 |
| 2008. július 20. | MTK Stadion, Budapest              | döntő             | MTK Budapest–DVSC-TEVA     | 0 – 0    | 5000 |

##### Magyar labdarúgó-ligakupa
| Időpont         | Helyszín                          | Mérkőzés típusa | Mérkőzés                    | Eredmény | Nézők száma |
| --------------- | --------------------------------- | --------------- | --------------------------- | -------- | ----------- |
| 2009. május 13. | Révész Géza utcai stadion, Siófok | döntő           | Pécsi Mecsek FC–Fehérvár FC | 1 – 3    | 2 800       |

#### Nemzetközi játékvezetés
A Magyar Labdarúgó-szövetség JB terjesztette fel nemzetközi játékvezetőnek, a Nemzetközi Labdarúgó-szövetség (FIFA) 1998-tól tartotta nyilván bírói keretében. Több nemzetek közötti válogatott, valamint Intertotó-kupa és UEFA-kupa klubmérkőzést vezetett, vagy működő társának 4. bíróként segített. Legtöbbször Vámos Tibor asszisztens volt az egyik segítője. A magyar nemzetközi játékvezetők rangsorában, a világbajnokság-Európa-bajnokság sorrendjében többedmagával a 20. helyet foglalja el 1 találkozó szolgálatával. A nemzetközi játékvezetéstől 2007-ben búcsúzott. Válogatott mérkőzéseinek száma: 2.

#### Női labdarúgó-világbajnokság
| Időpont           | Helyszín                      | Mérkőzés típusa           | Mérkőzés          | Eredmény |
| ----------------- | ----------------------------- | ------------------------- | ----------------- | -------- |
| 1998. április 22. | Kijelölt Stadion, Oroszország | előselejtező (D. csoport) | Oroszország–Dánia | 1 – 2    |

#### Labdarúgó-Európa-bajnokság
A 2004-es labdarúgó-Európa-bajnokságon az UEFA JB játékvezetőként foglalkoztatta.
| Időpont           | Helyszín                   | Mérkőzés típusa           | Mérkőzés        | Eredmény | Nézők száma |
| ----------------- | -------------------------- | ------------------------- | --------------- | -------- | ----------- |
| 2002. október 12. | Parken Stadion, Koppenhága | előselejtező (2. csoport) | Dánia–Luxemburg | 2 – 0    | 40 259      |

## Sportvezetőként
Technikai vezetőként munkálkodott a Budapesti Közlekedési Vállalat (BKV) labdarúgó csapatainál. A Budapesti Labdarúgó-szövetség JB keretében ellenőrként tevékenykedett. Az ARENA4 csatorna szakértője.

## Szakmai sikerek
A Nemzeti Sport szakembereinek osztályzata alapján 2002/2003 bajnoki idényben az Év Játékvezetője kitüntető címet kapta. A tudósítók 1-től 10-ig osztályozzák a bírók teljesítményét. Ebben a szezonban 15 bajnoki mérkőzést vezetett. Az MLSZ JB ellenőreinek osztályzata alapján is az Év Játékvezetője. A 2007/2008 évi értékelések figyelembevételével az MLSZ JB szakembereinek szavazatai alapján ismét az Év Játékvezetője.